# Заморожені продукти

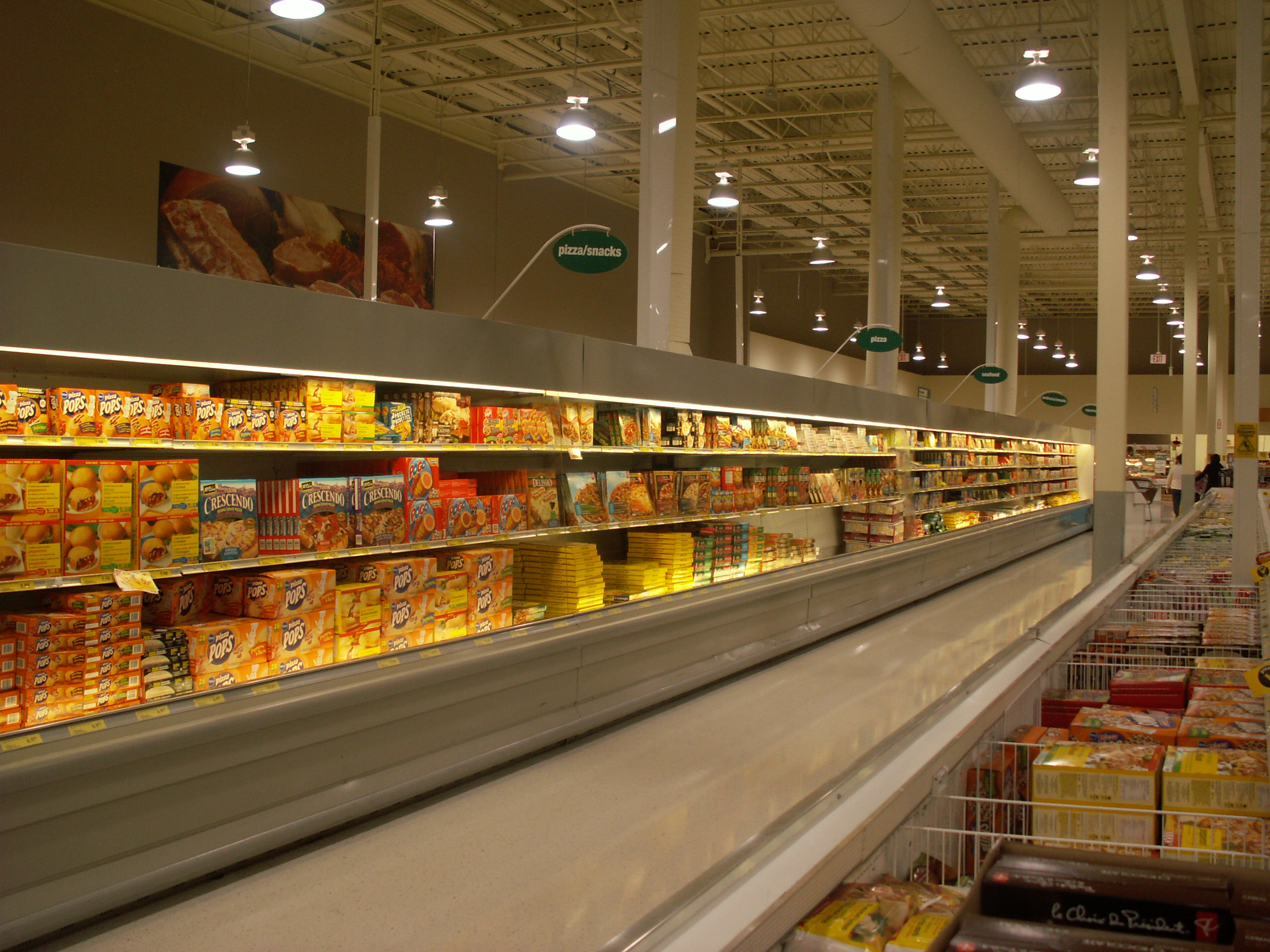
Заморожені продукти у супермаркеті в Канаді

Заморожування їжі зберігає її від часу коли вона готується до моменту коли вона споживається. З ранніх часів, фермери, рибалки і мисливці зберегли своє збіжжя та інші продукти в неопалюваних будинках протягом зимового сезону. Заморожування продуктів уповільнює розкладання шляхом перетворення залишкової вологи в лід, пригнічуючи ріст більшості видів бактерій. У товарній харчовій промисловості, є два процеси: механічне і кріогенне (або флеш-заморожування). Заморожування кінетика має важливе значення для збереження якості харчових продуктів і текстуру. Швидке заморожування створює менші кристали льоду і зберігає клітинну структуру. Кріогенна заморозка це найшвидший технологія заморожування доступні завдяки наднизьких температурах рідкого азоту -196 °C.
Зберігаючи їжу в домашніх кухнях у XX і XXI столітті досягається за допомогою побутових морозильних камер.